# 4612 Greenstein
4612 Greenstein (1989 JG) là một tiểu hành tinh vành đai chính được phát hiện ngày 2 tháng 5 năm 1989 bởi Eleanor F. Helin ở Palomar.